# Autostrada A26/A4
Die Autostrada A26/A4 (italienisch für ‚Autobahn A26/A4‘), auch Diramazione Stroppiana-Santhià genannt, ist ein Autobahnabzweig, der die A26 bei Stroppiana mit der A4 bei Santhià verbindet. Bei Santhià schließt ein weiterer Autobahnabzweig A4/A5, welche die A4 mit der A5 verbindet, nahtlos an.
Das Decreto Legislativo 29.10 1999 n. 461 hat diesen Abschnitt als Autobahnverzweigung A4/A26  bzw. als D36 klassifiziert.
Die Autobahn wird von der italienischen Autobahngesellschaft Autostrade per l’Italia betrieben und verwaltet.